# Geert Adriaans Boomgaard
Geert Adriaans Boomgaard (21 de setembro de 1788 – 3 de fevereiro de 1899) foi um supercentenário neerlandês. Ele é aceito como o primeiro caso supercentenário verificado registrado. Ele serviu como soldado na Grande Armée, sendo um dos últimos veteranos reconhecidos das Guerras Napoleônicas. Geert pode na verdade ter sido o mais antigo veterano militar já por várias décadas.

## Biografia
Geert nasceu em Groninga, filho de Adriaan Jacobs Boomgaard e Geesje Geerts Bontekoe. Seu pai era capitão em um barco e registros civis dizem que Geert fez o mesmo trabalho que seu pai. Outras fontes dizem que ele também tinha servido como soldado na 33.ª Regimento de Infantaria Luz na Grande Armée.
Geert casou com Stijntje Bus em 4 de março de 1818. Stijntje faleceu aos 33 anos em 24 de março de 1830, um mês após o nascimento de seu sétimo filho. Geert casou depois com Grietje Abels Jonker em 17 de março de 1831, com quem teve mais quatro filhos. Grietje faleceu aos 71 anos em 18 de maio de 1864. Seu último filho sobrevivente, Jansje Hinderika,  faleceu aos 57 anos em maio de 1885.
Geert morreu aos 110 anos de idade em Groningen.